# Isigonia limbata
Isigonia limbata là một loài nhện trong họ Anyphaenidae.
Loài này thuộc chi Isigonia. Isigonia limbata được Eugène Simon miêu tả năm 1897.